# Opération Demetrius

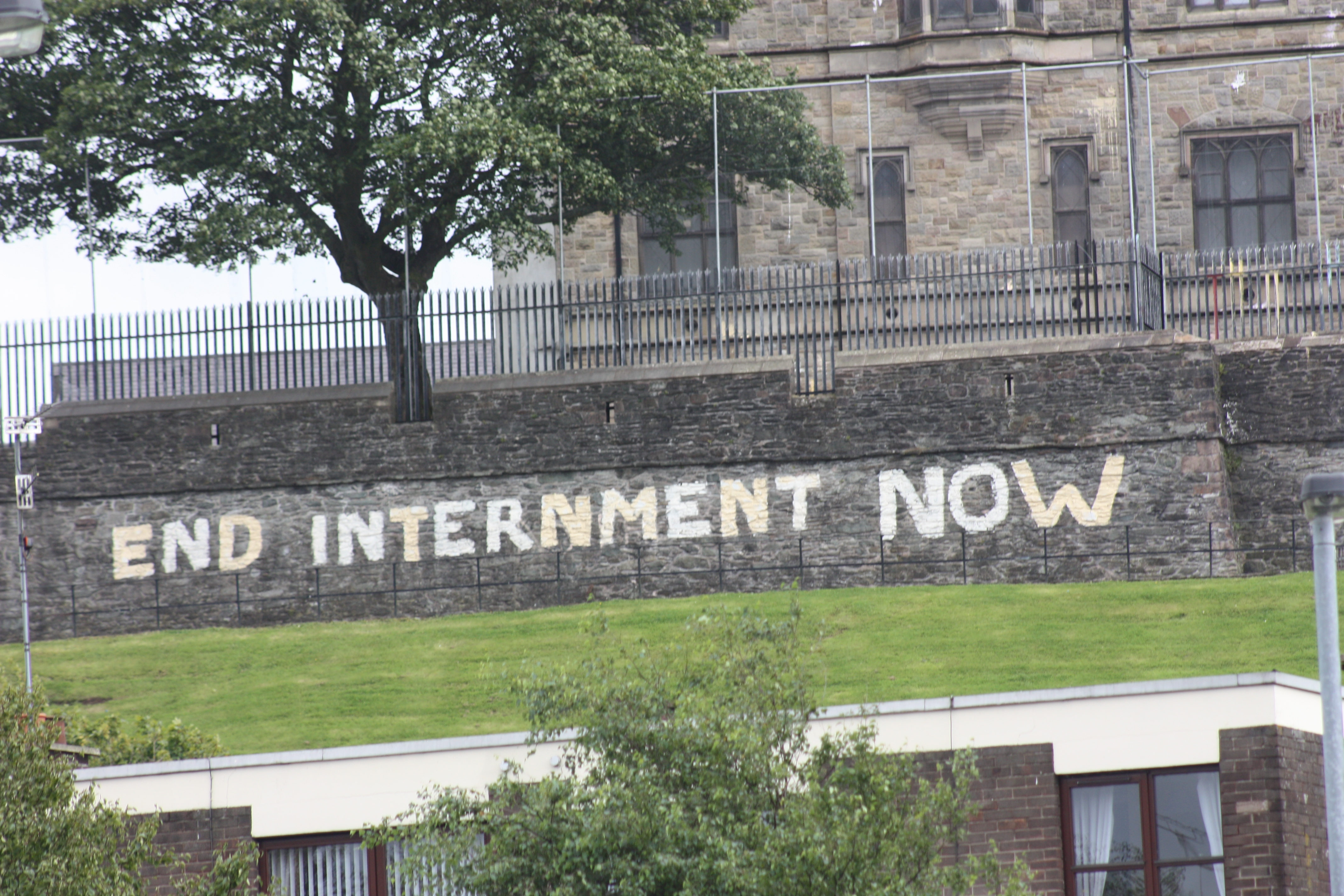
Un graffiti anti-internement dans le Bogside à Derry.

L'opération Demetrius (plus connue sous le nom d'internement) est une opération britannique pendant le conflit nord-irlandais. Elle vise à arrêter les cadres des groupes paramilitaires républicains, en particulier ceux de l'IRA provisoire et de l'IRA officielle. Proposée par les Unionistes (et notamment le pasteur Ian Paisley) dès le début de 1971, elle est pensée par Frank Kitson, le responsable militaire de Belfast. Le gouvernement, peu convaincu de son efficacité, se résout à la mettre en œuvre sur demande de Brian Faulkner, au cours de l'été 1971.
Le 23 juillet 1971, 1 800 militaires et policiers arrêtent 110 personnes et perquisitionnent plusieurs maisons. L'opération Demetrius elle-même débute le matin du 9 août 1971. Le contingent arrête 342 hommes, tous catholiques, sur la base d'une liste établie par la Royal Ulster Constabulary et l'armée, dans l'ensemble de l'Irlande du Nord. Des émeutes éclatent à la suite de ces arrestations, faisant dix-sept morts en deux jours, notamment dix civils tués par l'armée britannique lors du massacre de Ballymurphy. Sur le premier groupe d'arrêtés, 226 sont internés sans procès. Jusqu'à la fin de l'internement le 5 décembre 1975, 1 981 personnes sont internées,.

## Conséquences de l'opération

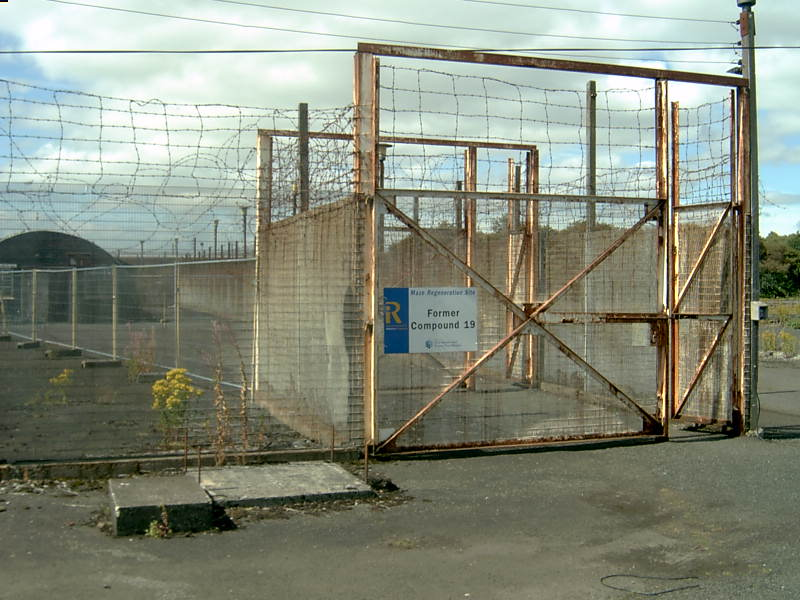
L’entrée du Compound 19 de la prison d’internement Long Kesh. 3 août 2006

Les arrestations conduisent rapidement à une surpopulation carcérale. C'est entre autres pour cette raison que furent créées les prisons de Maggilligan et Long Kesh.
Malgré les déclarations de l'armée et du gouvernement nord-irlandais, l'opération est un échec, les cadres des IRA ayant fui avant l'arrivée des forces de sécurité. Entre seulement 70 et 80 des premiers arrêtés sont membres d'une des deux organisations. L'ensemble des forces politiques républicaines et nationalistes annoncent une grève des loyers et des charges tandis que l'opération a définitivement aliéné la minorité catholique contre les gouvernements britannique et nord-irlandais,, renforçant alors le soutien et le recrutement de l'IRA.
La tragique manifestation du Bloody Sunday avait notamment été organisée pour dénoncer cette campagne d'internement.
Cette opération marque alors un tournant dans la croissance de l'IRA, ainsi que dans le nombre d'opérations violentes.

## Mauvais traitements
Les prisonniers ont subi de nombreux mauvais traitements. Les « five techniques » utilisées illégalement contre les prisonniers comprenaient :
- forcer les prisonniers à se tenir debout contre un mur pendant plusieurs heures ;
- recouvrir la tête des prisonniers de sacs opaques pour ne les enlever que lors des interrogatoires ;
- exposer les prisonniers à un bruit continu ;
- priver les prisonniers de sommeil ;
- priver les prisonniers de nourriture ou de boisson.

En 1976, le gouvernement irlandais attaque le Royaume-Uni devant la Commission européenne des droits de l'homme, qui conclut unanimement que les techniques de privation sensorielle utilisées affectent directement la personnalité, physiquement et mentalement, et sont donc un système moderne de torture,.
En 1978, le gouvernement irlandais attaque le Royaume-Uni devant la Cour européenne des droits de l'homme, qui considère que les traitements employés sont dégradants et inhumains.